# Хусейн Камель
Хусейн Камель аль-Хасан аль-Маджид (21 октября 1954 — 23 февраля 1996) — иракский военный деятель. Троюродный брат и зять президента Ирака Саддама Хусейна. Племянник Али Хасана аль-Маджида («Химического Али»), брат Саддама Камеля и двоюродный брат Абед Хамид Махмуда. Министр промышленности и минеральных ресурсов. Руководитель военных программ страны и программы по создания иракского ядерного оружия.

## Биография
Родился 21 октября 1954 в Тикрите.
Хусейн Камель женился на старшей дочери иракского президента — Рагад. 7 августа 1995 года Хусейн Камель и Саддам Камель бежали из страны в Иорданию вместе с женами и детьми. Причина их побега осталась невыясненной. Официально иракское руководство обвинило Камеля в казнокрадстве миллионов долларов страны. В Аммане Хусейн Камель рассказал экспертам ООН всё, что знал о засекреченных разработках ядерного оружия. Он заявил, что Ирак был готов уже в феврале 1992 года испытать свою первую атомную бомбу, и только начало войны в Заливе, а затем контроль со стороны ООН предотвратили появление новой ядерной державы. Хусейн Камель также заявил, что собирается возглавить борьбу иракской оппозиции за свержение режима в Багдаде.
Иракские эмигранты отказались с ним сотрудничать, поскольку он был связан с репрессиями в Ираке. По той же причине ни одна из западных стран не согласилась предоставить Хусейну Камелю и его брату Саддаму Камелю политическое убежище. Спустя семь месяцев братья в обмен на обещания Багдада их простить вернулись на родину. Саддам Хусейн подписал указ об их амнистии. Амнистия состоялась лишь после того, как согласие на неё дали высший орган власти — Совет революционного командования — и региональное руководство правящей партии Баас. Вернувшись на родину, братья были убиты уже через три дня. Официально было объявлено, что c ними расправились разъярённые родственники, но существует версия о причастности Саддама Хусейна к гибели своего зятя. Перестрелка продолжалась 13 часов. В своей книге «Ближний круг Саддама Хусейна» личный врач иракского президента пишет о гибели Хусейна Камеля:
Любимец и бывший зять президента понял, что всё кончилось. Из последних сил он поднялся на ноги и, шатаясь, вышел на улицу.
— Я — Хусейн Камель! — крикнул он.

Было видно, что он хочет умереть стоя. Автоматная очередь одного из дальних родственников уложила его на землю. Али Хасан аль-Маджид подошёл к нему и ударил правой ногой по лицу — знак величайшего презрения. Потом он прицелился в голову племянника. И разрядил весь магазин автомата.